# 亞歷山德魯切爾本鄉 (尼亞姆茨縣)
46°56′31″N 26°16′23″E / 46.94194°N 26.27306°E
亞歷山德魯切爾本鄉（羅馬尼亞語：Comuna Alexandru cel Bun, Neamț），是羅馬尼亞的鄉份，位於該國東北部，由尼亞姆茨縣負責管轄，面積75平方公里，海拔高度351米，2007年人口5,427，人口密度每平方公里72人。